# خونیا
خونیا (به انگلیسی: Khunia) یک روستا در ولایت نیمروز در کشور افغانستان است.